# Johann Matthias Krinner
Johann Matthias Krinner (* 1700; † 22. November 1784 in Linz) war ein österreichischer Baumeister in Linz an der Donau.

## Leben
Die erste schriftliche Erwähnung von Johann Matthias Krinner findet sich am 26. Juli 1729 im Trauungsbuch der Linzer Stadtpfarrkirche. In den Taufbüchern und Zunftbüchern wird Krinner zunächst als Maler bzw. Maurermeister bezeichnet. Während der Besetzung durch Bayern und Franzosen im Zuge des Österreichischen Erbfolgekrieges verdingte sich Krinner 1741 beim Bau von Palisaden und Redouten. Im selben Jahr übernahm er nach dem frühen Tod des Architekten Johann Haslinger dessen Tätigkeit bei der Ursulinenkirche.
1743 wurde ihm der Bau der Triumphpforte zum Empfang der Kaiserin Maria Theresia bei der Rückkehr von ihrer Krönung in Prag anvertraut. In den Folgejahren arbeitet er vorwiegend an Sakralbauten im Raum Oberösterreich.
Im Jahr 1741 kaufte er das Haus Hofgasse 12 und 1749 das Haus Altstadt 2. Laut Totenbuch der Linzer Stadtpfarre starb er am 22. November 1784 im Alter von 84 Jahren.
Sein Sohn Franz Xaver Krinner († 1806) wurde 1764 im Handwerksprotofoll der bürgerlichen Maurer- und Steinmetzmeister genannt und führte die „Krinnerische Gerechtigkeit“ bis 1805 weiter.

## Werke
- Danmillerhaus (Klammstraße 2): Fassade 1757.[6]
- Elisabethinenkloster (Linz): 1746–1749.
- Khevenhüller Palais (Altstadt 20): Planung 1763.
- Minoritenkirche (Linz): ab 1751, Krinners Hauptwerk.
- Pfarrkirche Haag (Niederösterreich): Barockisierung 1743/44.
- Pfarrkirche Hartkirchen: Turm 1748/49.
- Pfarrkirche Kirchschlag bei Linz: Umbau 1745–1748.
- Pfarrkirche Pichl bei Wels: Wiederaufbau nach dem Brand 1750.
- Pöstlingbergkirche (Wahrzeichen von Linz): ab 1742.
- Ursulinenkirche (Linz): Hochaltar und Innenausstattung 1741.
- Triumphpforte beim Brückentor zum Empfang der Kaiserin Maria Theresia in Linz 1743.[4]
- Umbau der Pfarrkirche Peilstein vor der Weihe 1797